# Etilenoksid
Etilenoksid (tudi etox, kratica: EO) je ključni vmesni izdelek pri proizvodnji številnih pomembnih kemikalij. Glavni porabnik je proizvodnja etilenglikolov (EG), drugi pomembni porabniki pa so proizvodnja etoksilatov, glikolnih etrov in etanolaminov. 

## Lastnosti
Etilenoksid je strupen in povzroča raka pri človeku. Plinski EO je vnetljiv, tudi če ni zmešan z zrakom, in lahko eksplozivno razpada. Etilenglikoli so stabilne, nekorozivne tekočine, ki lahko rahlo dražijo oči, ob trajnem stiku pa tudi dražijo kožo.
Etilenoksid se izdeluje iz etilena in kisika (ali zraka) z reakcijo v plinastem stanju in s srebrom kot katalizatorjem. Katalizator ni 100-odstotno selektiven, del vstopnega etilena se pretvori v CO2 in vodo. Reakcijsko toploto, ki se sprošča v reaktorjih za EO, izrabljamo za pridobivanje pare za ogrevanje v obratu. EO izločimo iz plinskega izpusta iz reaktorja z absorpcijo v vodi, nato pa ga koncentriramo v izparjalniku. V procesu s kisikom usmerjamo del reciklirnega plina iz EO absorberja skozi kolono, v kateri z absorpcijo izločimo ogljikov oksid (v vroči raztopini kalijevega karbonata), nato pa ogljikov dioksid izločimo iz raztopine karbonata z izparjanjem. 

## Nevarne lastnosti
Inhalacija
V primeru inhalacije lahko nastanejo naslednji simptomi: otopelost, bolečine v nogah, izobličenost obraza, monotono govorjenje, oslabitev refleksov, tresoče roke, rdeče-vijolična barva perifernih delov telesa, vegetativne motnje in prenehanje dihanja. Pri manjšem izpostavljanju se pojavi vrtoglavica in bruhanje.
Stik s kožo
Tekoči etilenoksid povzroča ozebline (zaradi hitrega izhlapevanja). Etilenoksid v tekočem in plinastem stanju draži kožo (občutek toplote), kasneje se pojavijo mehurji ali druge globoke poškodbe kože. Lahko se pojavi preobčutljivost kože.
Stik z očmi
Lahko povzroči draženje in vnetje, motnje vida; možna poškodba roženice
Zaužitje
Simptomi enaki kot pri vdihavanju.
Možni kronični vplivi
Lahko povzroči raka in/ali genetske okvare.

## Ekotoksikološki podatki
Mobilnost
Je plin pri normalnih pogojih. Tekočina hitro hlapi.
Ostale informacije
Pri reakciji z vodo se tvori monoetilen glikol. Stopnja nevarnosti za vode: 1. Koncentracija etilenoksida v odpadnem plinu ne sme presegati 6 mg/m3.

## Odstranjevanje
Etilenoksid v plinasti fazi odstranimo z adsorpcijo z aktivnim ogljem ali s sežiganjem v peči.
Onesnažene vode se očistijo s postopkom zračenja ali biološke razgradnje.